# Liotrichus affinis
Liotrichus affinis (лат.) — вид щелкунов из подсемейства Prosterninae.

## Распространение
Распространён в северной части Монголии, Северной и в горных районах Европе, в горном хребте Китая и Казахстана Тарбагатай. На территории бывшего СССР распространён в европейской её части, а также в Магаданской области, на Камчатке, в Хабаровской и Амурской областях, Якутии, Читинской области, Бурятии и в западной части Сибири.

## Описание
Жук длиной 9—13 мм. Опушение желтовато-серое. Усики и ноги черно-коричневые, иногда лапки красноватые, часто ноги целиком коричневато-красные, изредка задние углы переднеспинки и передний скат надкрылий просвечивают красным. Переднеспинка более выпуклая, особенно в задней части, задние углы переднеспинки более короткие и широкие.

## Экология
Вид встречается в хвойных лесах. Проволочник развивается в лесной почве, в подстилке и под мхом в местах с достаточным увлажнением. Личинки являются хищниками, некрофагами и сапрофагами.